# Жак де Вітрі
Жак де Вітрі (*Jacques de Vitry, бл. 1170, Реймс —1 травня 1240, Рим) — католицький церковний діяч, хроніст, учасник П'ятого хрестового походу.

## Життєпис
Походив зі шляхетського роду де Вітрі. Народився ймовірно у Реймсі близько 1170 року (за іншими відомостями 1160 року). Навчався в університеті Сорбонни, де він став магістром. Обрав кар'єру церковника. У 1208 році подрожував графством Намюр. У 1210 році став постійним кліриком в пріораті Сан-Ніколас д'Ойгні в Льєзький єпархії. Протягом 1211—1213 років виступав з проповідями проти альбігойців, закликаючи німецьких та французьких феодалів до походів проти останніх в Лангедоку.
У 1214 році стає єпископом Акри в Палестині. Того ж року брав участь в Альбігойському хрестовому поході, був учасником облоги Тулузи. У 1216 році прибув до цієї єпархії. Згодом став учасником П'ятого хрестового походу на чолі із Людовиком IX, королем Франції. У 1218—1220 роках брав участь в облозі Дамієтти в Єгипті. У 1225 році повернувся до Європи.
У 1229 році папа римський Григорій IX звів Жака де Вітрі в сан кардинала та призначив субурбікарієм і єпископом Тускулумським. З цього моменту працював при папському дворі. У 1229—1239 роках як папський легат здійснив низку дипломатичних завдань, зокрема у 1232 році здійснив посольство до імператора Фрідриха II. У 1238 році обирається Латинським патріархом Єрусалима, проте ніколи не приступив до своїх обов'язків оскільки папа римський не затвердив цей вибір. Наприкінці життя став деканом колегії кардиналів. Помер у 1240 році. У 1241 році поховано в абатстві Ойгні.

## Творчість
У 1219 році розпочав писати «Історію Єрусалиму» (інший варіант «Східна історія», «Historia Hierosolymitana»). Вона охоплює період від появи ісламу до останніх хрестових походів. Втім зумів завершити лише дві частини.
В також в доробку Жака де Вітрі є сотні проповідей та листів до папи римського Гонорія III. Давав опис життя студентів Сорбонни, діяльності святих бегінок у Льєжі.